# Misis (papillon)
Hyponephele lycaon
Espèce
Le Misis, Lycaon ou Bioculé (Hyponephele lycaon) est un lépidoptère (papillon) appartenant à la famille des Nymphalidae, à la sous-famille des Satyrinae et au genre Hyponephele.

## Dénomination
Le nom Hyponephele lycaon lui a été dommé par Kuhn en 1774 nom redonné par S. A. von Rottemburg en 1775.
Synonymes : Papillo lycaon Kühn, 1774; Papilio lycaon Rottemburg, 1775; Maniola lycaon ; [Otakar Kudrna].

### Noms vernaculaires
Le Misis, Lycaon ou Bioculé se nomme Dusky Meadow Brown en anglais, Kleines Ochsenauge en allemand, Lobito en espagnol et Λυκάονας en grec,.

### Sous-espèces

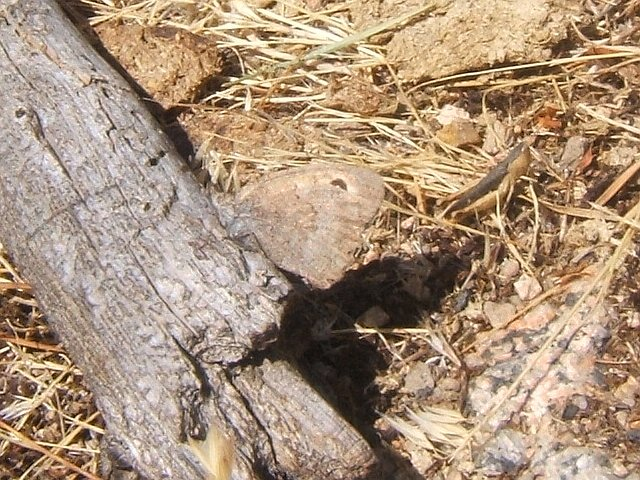
revers

- Hyponephele lycaon lycaon en Europe, Russie, Ukraine, Biélorussie, Moldavie et au Kazakhstan.
- Hyponephele lycaon alpherakyi (Sheljuzhko, 1937)
- Hyponephele lycaon catalampra (Staudinger, 1895) dans l'ouest de la Mongolie et l'est de l'Altaï.
- Hyponephele lycaon jakovlevi Korolev, 2001; dans le centre de l'Altaï.
- Hyponephele lycaon salona (Fruhstorfer, 1909)
- Hyponephele lycaon zuvandica Samodurow, Korolew et Tschikolowez, 1996 ; en Azerbaïdjan et dans le nord-est de la Turquie et de l'Iran[1].

## Description
Le Misis est un papillon de taille moyenne au verso de couleur marron clair mordoré avec chez le mâle une bande androconiale étroite et interrompue par les nervures et un seul ocelle à l'apex peu visible et chez la femelle une large bande marginale plus claire portant aux antérieures deux ocelles foncés cerclés de clair.
Le revers des antérieures est orangé bordé de brun avec un ocelle chez le mâle, deux chez la femelle et des postérieures de couleur variable, grisâtre, brun grisâtre ou blanchâtre.

## Biologie

### Période de vol et hivernation
Il vole en une génération, de juin à août.

### Plantes hôtes
Ses plantes hôtes sont diverses poacées (graminées) : des Poa, Festuca rubra, Festuca ovina, Bromus erectus, Stipa pennata,.

## Écologie et distribution
Il est présent en Europe dans le nord du Portugal, en Espagne, dans le sud de la France, le nord de l'Italie et toute la partie est de l'Europe, de l'Autriche et du sud de la Finlande, à la Grèce et la Bulgarie, au Moyen-Orient, Turquie, Liban, Israël, Iran et en Asie jusqu'en Mongolie donc aussi sud de la Russie, Ukraine, Biélorussie, Moldavie, Kazakhstan.
En France métropolitaine il est présent dans le sud, dans les Landes, la Lozère, le Gard, le Vaucluse, les Hautes-Alpes, les Alpes-de-Haute-Provence et les Alpes-Maritimes. Suivant d'autres sources il serait présent dans presque tout le quart sud-est de la France métropolitaine.

### Biotope
Il fréquente les pentes pierreuses herbues et buissonneuses.

### Protection
Il ne bénéficie pas de statut de protection particulier.